# Хатаев, Имам Абдулаевич
Имам Абдулаевич Хатаев (род. 31 августа 1994, Кулары, Чечня) — российский и австралийский боксёр-профессионал, чеченского происхождения, выступающий в полутяжелой весовой категории. Заслуженный мастер спорта России, бронзовый призёр Олимпийских игр 2020 года, бронзовый призёр чемпионата мира (2023), трёхкратный чемпион России (2019, 2020, 2022), серебряный призёр чемпионата России (2015, 2017, 2018), чемпион мира среди студентов (2014), многократный победитель и призёр международных и национальных турниров в любителях. Действующий чемпион США по версии NABF (2024—н.в) в полутяжёлом весе.
Лучшая позиция по рейтингу BoxRec — 12-я (июль 2025) и является 1-м среди австралийских боксёров полутяжёлой весовой категории, а по рейтингам основных международных боксёрских организаций занимает: 8-ю строку рейтинга WBC, 10-ю строку рейтинга WBA, 6-ю строку рейтинга IBF, 15-ю строку рейтинга WBO — входя в ТОП-15 лучших полутяжёловесов всего мира. 
С 2022 года выходит в ринг под флагом Австралии.

## Биография
Родился 31 августа 1994 года в селе Кулары, в Ачхой-Мартановском районе, в Чечне.

## Любительская карьера

### 2015 год
В ноябре 2015 года стал серебряным призёром чемпионата России в Самаре, в весе до 81 кг, в финале по очкам проиграв Георгию Кушиташвили.

### 2019—2021 годы
В феврале 2019 года стал победителем в весе до 81 кг на представительном международном турнире «Странджа» проходившем в Софии (Болгария), в полуфинале единогласным решением судей победив Байрама Малкана из Турции, а в финале соперник из США Халил Коэ не вышел на ринг.
В апреле 2021 года завоевал серебро в весе до 81 кг на международном турнире «Кубок Губернатора Санкт-Петербурга», в финале проиграв опытному казаху Бекзаду Нурдаулетову.

#### Олимпийские игры 2020 года
В начале июня 2021 года в Париже (Франция) в четвертьфинале квалификационного турнира в конкурентном бою со счётом 2:3 проиграл боксёру из Азербайджана Лорену Альфонсо Домингесу, но в итоге всё же прошёл квалификацию и получил лицензию на Олимпийские игры 2020 года.
И в июле 2021 года на Олимпиаде в Токио, в 1/16 финала соревнований в бою с марокканцем Мохамедом Ассахирой победа была присуждена Хатаеву после того, как бой был остановлен судьёй ввиду явного преимущества российского боксёра. Далее он победил по очкам казаха Бекзада Нурдаулетова. В четвертьфинале Хатаев в третьем раунде нокаутировал представителя Испании Газимагомеда Джалидова. В полуфинале Хатаев уступил британцу Бенджамину Уиттекеру и стал бронзовым призёром Олимпиады.

### 2022—2023 годы
В начале октября 2022 года в Чите в третий раз стал чемпионом России в категории до 80 кг. Где он в 1/8 финала соревнований по очкам единогласным решением судей (5:0) победил Михаила Усова, затем в четвертьфинале по очкам единогласным решением судей (5:0) победил опытного петербужца Андрея Косенкова, в полуфинале он встретился со своим опытным земляком Абдул-Керимом Тапаевым, и в финале по очкам единогласным решением судей победил Савелия Садому.
В феврале 2023 года стал победителем международного турнира на призы короля Марокко Мухаммеда VI в Марракеше (Марокко), где он в полуфинале по очкам победил Петера Пита из ДР Конго, а затем в финале по очкам раздельным решением судей победил опытного кубинца Арлена Лопеса.
В начале мая 2023 выступал на чемпионат мира в Ташкенте, завоевав бронзовую медаль.
В конце мая 2023 года объявил о завершении любительской карьеры и планах вернуться на профессиональный ринг в июле 2023 года.

## Профессиональная карьера
3 ноября 2021 года успешно дебютировал на профессиональном ринге в Грозном (Россия), победив опытного азербайджанца Исмата Эйнуллаева.
12 марта 2023 года в Сиднее (Австралия) досрочно техническим нокаутом во 2-м раунде победил небитого корейца Ги Сун Гвака.
15 июля 2023 года в Пхукете (Таиланд), в 5-раундовом полупрофессиональном бою в мягких любительских перчатках, но по правилам профессионалов, единогласным решением судей Хатаев победил двукратного олимпийского чемпиона, кубинца Арлена Лопеса.
А в начале сентября 2023 года подписал долгосрочный контракт с известной канадской промоутерской компанией Eye of the Tiger Management, которой руководит Камиль Эстефан.
11 октября 2023 года в Монреале Хатаев в 3 раунде нокаутировал аргентинца Давида Бенитеса.
5 сентября 2024 года в Монреале (Канада) с новым промоутером провел бой с аргентинским гейткипером Эсекилем Мадерной. Соперник имел преимущество в габаритах и держал Хатаева на джебе. Хатаев терял дистанцию, пропускал больше чем нужно, но сильного удара соперник не имел. С 4-го раунда преимущество Хатаева стало сказываться и он смог победить в 7-м раунде техническим нокаутом. Защитил пояс чемпиона Северо-Американской боксерской федерации NABF.
12 мая 2024 года в австралийском Перте встретился с бывшим чемпионом Европы по версии WBO, опытным латвийским профессионалом Ричардом Болотником (20-7, 8 КО). Хатаев доминировал в бою, в 6-м раунде после 3-х нокдаунов по корпусу бой был завершен. ТКО 6.
7 декабря 2024 года в Грозном (Россия) встретился в главном бою вечера с небитым кубинцем Юниором Менендесом (11-0). В первом раунде кубинец побывал в нокдауне, после чего Хатаев не снизил прессинг обрушив в 3-м раунде мощную серию ударов заставил рефери остановить бой. 4-я победа нокаутом в 2024 году. 
22 марта 2025 года в Сиднее (Австралия) перебоксировал Дурвала Паласио из Аргентины. Бой оказался сложнее чем ожидалось. Начало боя осталось за Хатаевым, в 4-м раунде он смог послать аргентинца в нокдаун, но добить не получилось. В 5-м раунде рефери предупредил Имама о ударах ниже пояса, так как это был уже не первый раз, снял очко. На фоне предупреждения аргентинец активизировался и даже разбил фаворту нос к уже имеющемуся рассечению и гематоме. Хатаева осмотрел доктор, дал продолжить бой. Следующие раунды Хатаев выложился, Паласио же устал и утратил активность. Счёт судей: 99-89, 99-89 и 98-90 в пользу Имама. 

#### Бой с Дэвидом Моррелем
12 июля 2025 года в Нью-Йорке состоялся вечер бокса Ring III от Турки Аль аш-Шейха, в рамках которого прошёл поединок в полутяжёлом весе (до 79,4 кг) с Дэвидом Моррелем (12-1, 9 КО). Хатаев действоал агрессивно и давил на кубинца. В его углу требовали больше работать по корпусу чтобы снизить предвижения кубинца. В концовке 5-го раунда ему удалось послать Морреля в нокдаун и тут же прозвучал гонг. Во второй половине боя Хатаев снизил давление, Моррел вынуждено вступал в размены. После 8-го раунда статистика ударов (силовых) показывала преимущество Хатаева: 96 на 62. В 9-м Морелль смог точно попасть правым апперкотом, который заметно потряс Хатаева, но добить не смог. 10-й отрезок так же ушёл кубинцу. Счёт судей был раздельный, спорный и близкий: 95-94 Хатаев, 96-93 Моррель и 95-94 Моррель. Compubox посчитал удары: Хатаев был активнее и нанёс больше ударов (550—444), но точность была равная (171—171). У Морреля преимущество по джебам (74-42), а у Имама по силовым (129-97).

## Статистика профессиональных боёв
В таблице перечислены результаты всех поединков боксёров.
В каждой строке указан результат поединка. Дополнительно номер поединка обозначен цветом, который обозначает итог поединка. Расшифровка обозначений и цветов представлена в нижеследующей таблице.
| Пример | Расшифровка                     |
| ------ | ------------------------------- |
|        | Победа                          |
|        | Ничья                           |
|        | Поражение                       |
|        | Планируемый поединок            |
|        | Поединок признан несостоявшимся |
| КО     | Нокаут                          |
| ТКО    | Технический нокаут              |
| PTS    | Решение судей (по очкам)        |
| UD     | Единогласное решение судей      |
| MD     | Решение большинства судей       |
| SD     | Раздельное решение судей        |
| RTD    | Отказ от продолжения боя        |
| DQ     | Дисквалификация                 |
| NC     | Поединок признан несостоявшимся |

| 11 поединков, 10 побед (9 нокаутом), 1 поражение. | 11 поединков, 10 побед (9 нокаутом), 1 поражение. | 11 поединков, 10 побед (9 нокаутом), 1 поражение. | 11 поединков, 10 побед (9 нокаутом), 1 поражение. | 11 поединков, 10 побед (9 нокаутом), 1 поражение. | 11 поединков, 10 побед (9 нокаутом), 1 поражение. | 11 поединков, 10 побед (9 нокаутом), 1 поражение.                |
| Бой                                               | Рекорд                                            | Дата боя                                          | Соперник                                          | Место проведения боя                              | Результат                                         | Дополнительно                                                    |
| ------------------------------------------------- | ------------------------------------------------- | ------------------------------------------------- | ------------------------------------------------- | ------------------------------------------------- | ------------------------------------------------- | ---------------------------------------------------------------- |
| 11                                                | 10-1                                              | 12 июля 2025                                      | Дэвид Моррель (11-1)                              | Louis Armstrong Stadium, Нью-Йорк, США            | SD 10                                             | Счёт судей: 95-94, 93-96, 94-95.                                 |
| 10                                                | 10-0                                              | 22 марта 2025                                     | Дурвал Элиас Паласио (14-3)                       | Qudos Bank Arena, Сидней, Австралия               | UD 12                                             | Счёт судей: 99-89, 98-90, 99-89.                                 |
| 9                                                 | 9-0                                               | 24 декабря 2024                                   | Юниор Менендес (10-0)                             | Грозный, Россия                                   | KO 3 (10), 1:30                                   |                                                                  |
| 8                                                 | 8-0                                               | 5 сентября 2024                                   | Эзекель Освальдо Мадерн (43-31-12)                | Montreal Casino Монреаль, Канада                  | TKO 7 (10), 0:45                                  | Защита пояса чемпиона Северо-Американской боксерской федерации.. |
| 7                                                 | 7-0                                               | 12 мая 2024                                       | Ричард Болотник (20-7-1)                          | RAC Arena, Перт, Австралия                        | TKO 6 (10), 1:34                                  |                                                                  |
| …                                                 |                                                   |                                                   |                                                   |                                                   |                                                   |                                                                  |
| 4                                                 | 4-0                                               | 10 октября 2023                                   | Давид Бенитес (9-8)                               | Montreal Casino, Монреаль, Канада                 | TKO 3 (8), 2:30                                   |                                                                  |
| 3                                                 | 3-0                                               | 12 марта 2023                                     | Ги Сун Гвак (4-0)                                 | Qudos Bank Arena, Сидней, Австралия               | TKO 2 (8), 0:28                                   |                                                                  |
| 2                                                 | 2-0                                               | 16 июля 2022                                      | Адам Тренадо (7-3)                                | Square, Лебане, Сербия                            | KO 1 (8), 1:50                                    |                                                                  |
| 1                                                 | 1-0                                               | 3 ноября 2021                                     | Исмат Эйнуллаев (14-5)                            | Грозный, Чечня, Россия                            | TKO 1 (4), 2:03                                   | Дебют в профессиональном боксе.                                  |
| Бой                                               | Рекорд                                            | Дата боя                                          | Соперник                                          | Место проведения боя                              | Результат                                         | Дополнительно                                                    |

## Спортивные результаты
Международные соревнования:
- Чемпионат мира среди студентов 2014 года[англ.] — ;
- Олимпийские игры 2020 года — ;
- Чемпионат мира 2023 года — .

Всероссийские соревнования:
- Чемпионат Российского студенческого союза памяти А. И. Киселёва 2014 года — [33];
- Первенство России по боксу среди юниоров 2014 года — [34];
- Первенство России по боксу среди молодёжи 2014 года — ;
- Первенство России по боксу среди молодёжи 2015 года — [35];
- Чемпионат России по боксу 2015 года — ;
- Чемпионат России по боксу 2017 года — ;
- Чемпионат России по боксу 2018 года — ;
- Чемпионат России по боксу 2019 года — ;
- Чемпионат России по боксу 2020 года — ;
- Чемпионат России по боксу 2022 года — .

## Награды
- Медаль ордена «За заслуги перед Отечеством» II степени (11 августа 2021) — за большой вклад в развитие отечественного спорта, высокие спортивные достижения, волю к победе, стойкость и целеустремленность, проявленные на Играх XXXII Олимпиады 2020 года в городе Токио (Япония)[36].
- Медаль «За заслуги перед Чеченской Республикой» (25 июня 2021) — за высокие спортивные достижения, получившие международное признание

## Семья
- Хатаев, Шамиль Абдулаевич — брат, российский боксёр, чемпион России, мастер спорта России.